# Pedologie v archeologii

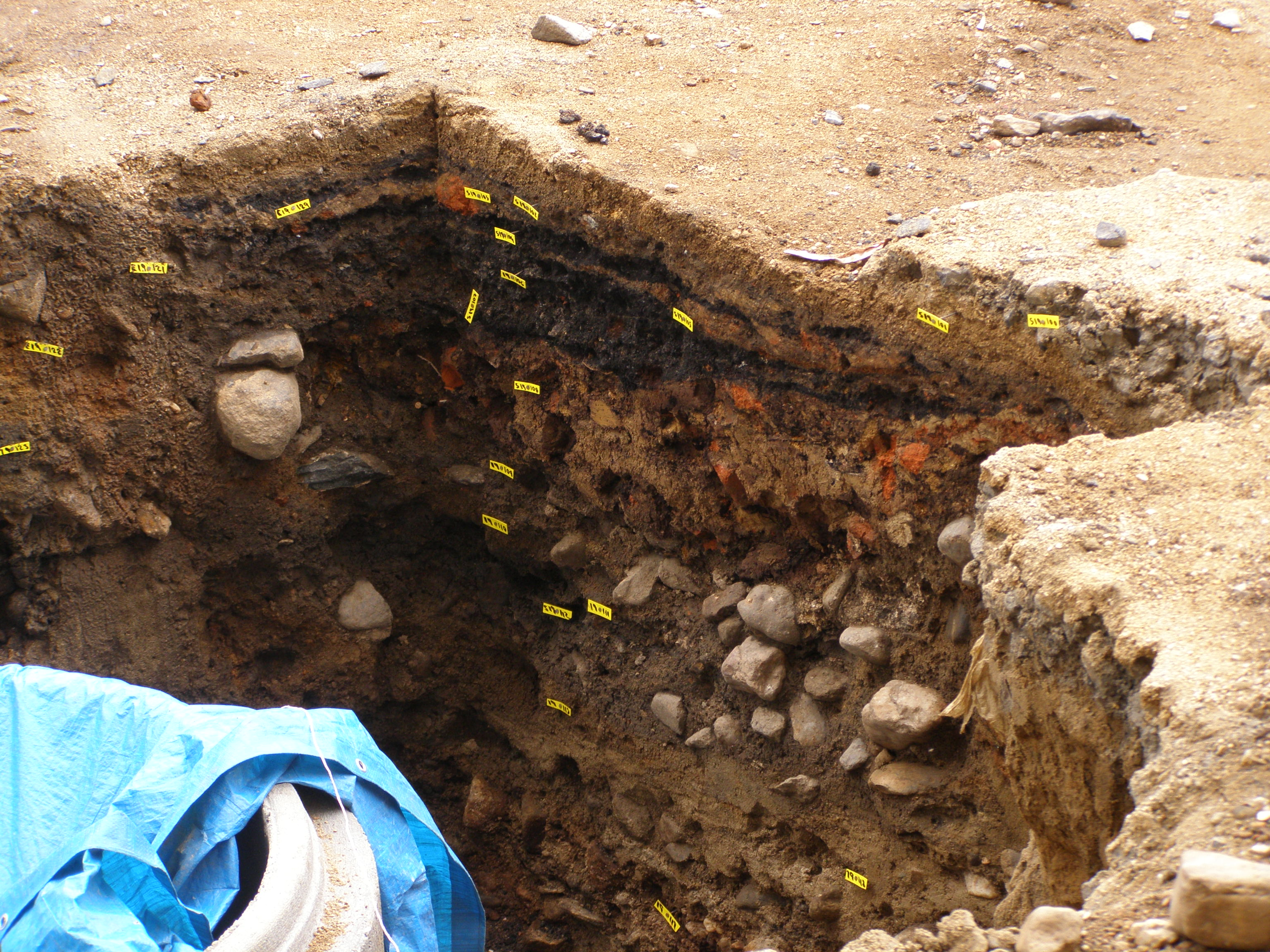

Pedologie a archeologie jsou dva vědní obory, které k sobě mají překvapivě velmi blízko. Pedologický výzkum bývá často podobný výzkumu archeologickému, protože oba obory se zajímají o evoluci krajiny. Půdní mapování a archeologický povrchový průzkum jsou úzce propojené a zkoumají svrchní vrstvu zemského povrchu.
Pedologie může obohatit archeologii poznáním půd, které měly význam při strategii obsazování a hospodářského využití krajiny zejména během zemědělského pravěku. Pedogeneze určuje v jakém stavu se archeologické artefakty a ekofakty zachovají v daném druhu půdy. Dalším aspektem zachování archeologických památek je míra půdní eroze. Při půdní erozi může dojít k zakonzervování archeologické památky, nebo v horším případě k zániku a k archeologické nezachytitelná. Na většinu archeologických otázek neumí pedolog zpravidla odpovědět, hlavně proto, že většina odborníků se zabývá mapováním, současným využitím a půdní produktivitou v zemědělství a nikoliv půdním vývojem a rekonstrukcí půdních procesů v minulosti.

## Půdní geomorfologie

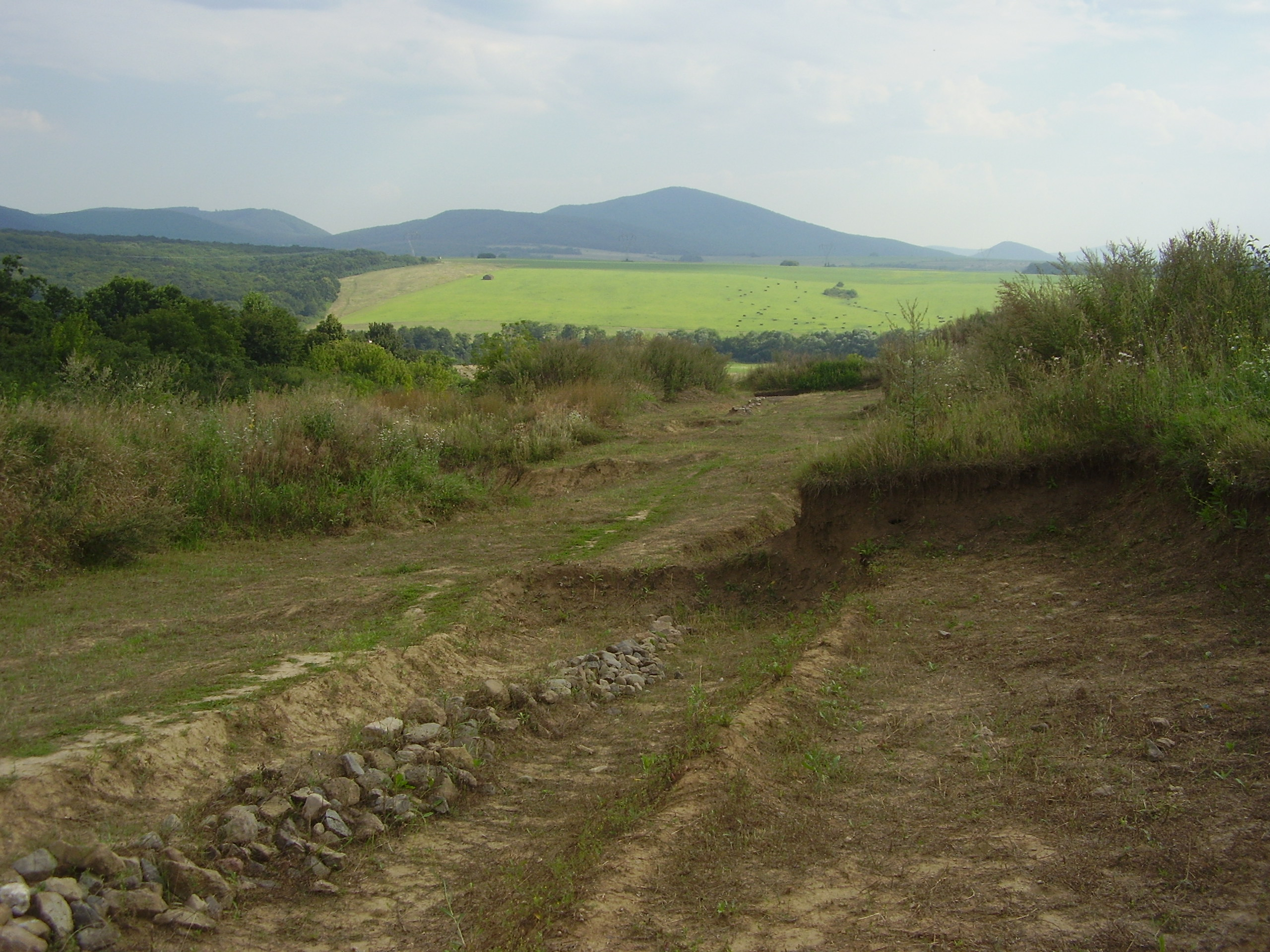

Pro archeologii je nejdůležitější pedologický podobor půdní geomorfologie. Ten zkoumá vztahy mezi půdou a reliéfem. Ovšem nejčastěji používanou „pedologickou“ metodou v archeologii je geochemická prospekce půdy. Chemická prospekce je za určitých podmínek schopná prokazovat jevy, které nejsou klasickými archeologickými metodami zachytitelné. Patří sem fosfátové anomálie v blízkosti obytných budov jako důsledek ukládání organického odpadu. Dále je používanou metodou i morfologie.

## Mikromorfologie
Mikromorfologie se zabývá vnitřní stavby půdy, které jsou dány prostorovým uspořádáním půdních částic a pórů v mikroskopických rozměrech. Půdní mikromorfologie umožňuje specifickým způsobem hodnotit genezi a vlastnosti půdy. Je schopná zachytit přítomnost mikroartefaktů, exkrementů, okrouhlíků, rozeznat spálené úlomky kostí od těch které prošly trávicím traktem, spálenou organiku od dlouhodobě oxidované.